# Planchez
Planchez é uma comuna francesa na região administrativa de Borgonha-Franco-Condado, no departamento Nièvre. Estende-se por uma área de 43,89 km². Em 2010 a comuna tinha 305 habitantes (densidade: 6,9 hab./km²).